# 清都酒造場
有限会社清都酒造場（せいとしゅぞうじょう）は、富山県高岡市にある清酒などを製造・販売する日本の酒造メーカーである。

## 概要
主力商品である『勝駒』は、日露戦争から復員した初代蔵主が、1906年に故郷の高岡市に造り酒屋を開業した際、日露戦争での勝利を記念して『勝駒』を銘柄名に定めたことによるものである。現在のラベルの手書き文字は、当商品ののファンだったという版画家・池田万寿夫の手によるものである。日本酒ランキング33位、中部地方日本酒ランキング8位、富山日本酒ランキング1位を受賞。
酒造りは、山田錦で醸す大吟醸と純米吟醸、五百万石使用の純米酒、本醸造、普通酒の5種類のみで、使用酵母も、普通酒以外はすべて金沢酵母1本のみを使用している。
2000年12月4日、蔵の建物（主屋、1887年頃建築、2階建て切妻造り、桟瓦葺き、平入り）が国の登録有形文化財に登録された。

## 本社・工場
〒933-0917  富山県高岡市京町12番12号